# Харди, Джефф
Дже́ффри «Джефф» Ни́ро Ха́рди (англ. Jeffrey "Jeff" Nero Hardy, род. 31 августа 1977, Камерон, Северная Каролина) — американский рестлер, в настоящее время выступающий в Total Nonstop Action Wrestling (TNA). Получил наибольшую известность по выступлениям в World Wrestling Federation/Entertainment (WWF/E). Кроме этого выступал в Ring of Honor (ROH) и All Elite Wrestling (AEW).
До того, как Харди получил известность в WWE, он выступал в Organization of Modern Extreme Grappling Arts (OMEGA), федерации рестлинга, организованной им вместе со своим братом Мэттом Харди. Вначале своей работы в WWE, Джефф работал в качестве джоббера, однако, начиная с 2000 года, он вместе с Мэттом начал набирать популярность в командном дивизионе, частично из-за их участий в матчах Tables, Ladders, and Chairs. Вместе они семь раз завоёвывали титул командных чемпионов мира и один раз титул командных чемпионов WCW. Харди также добился успехов в одиночных выступлениях: он дважды становился чемпионом мира в тяжёлом весе, один раз чемпионом WWE, четыре раза интерконтинентальным чемпионом WWE, по разу европейским чемпионом и чемпионом в полутяжёлом весе, а также три раза хардкорным чемпионом.
Харди интересуется мотокроссом, музыкой, живописью и другими видами художественного творчества. Состоит в музыкальной группе Peroxwhy?gen.

## Биография
Харди — сын Гильберта и Руби Мур Харди и младший брат Мэтта. Родился 31 августа 1977 года в городе Камерон, Северная Каролина. Его мать умерла от рака мозга в 1987 году, когда Джеффу было 9 лет. Отец занимался выращиванием табака. Харди посещал среднюю школу Юнион Пайнс в Камероне. В детстве Джефф начал увлекаться мотокроссом и в 13 лет получил свой первый мотоцикл Yamaha YZ-80. Первую гонку он провёл, когда был в девятом классе. Харди также играл в бейсбол, но был вынужден бросить его из-за перелома руки, полученного в аварии во время своей второй мотогонки. В средней школе Харди занимался любительской борьбой и играл в американский футбол за школьную команду «Юнион Пайнс Вайкингс», но вынужден был бросить из-за увлечения профессиональным рестлингом.

## Карьера в рестлинге

### Начало карьеры
В 1987 году отец подарил братьям батут, который они установили на заднем дворе дома и переделали в рестлерский ринг. На нём братья имитировали приёмы, увиденные по телевизору. В 1990 году Мэтт и Джефф встретили Кеннета Моргана, который устраивал рестлерские поединки на ярмарках. Братья приняли участие в нескольких его шоу, проведённых в их родном штате. В 1992 году братья Харди познакомились с рестлером Италиан Стэллионом, который нанял братьев для участия в поединках в Professional Wrestling Federation в Северной Каролине. В 1993 году он пригласил Мэтта и Джеффа принять участие в поединке WWF. По правилам в WWF допускаются рестлеры, достигшие 18 лет, и Джеффу пришлось обмануть работника WWF, сказав что ему 18. В своих первых поединках он выполнял работу джобера, рестлера, который проигрывает своим противникам, чтобы те выглядели более сильными. Первый матч Харди в WWF состоялся 24 мая 1994 года против Бритвы Рамона (англ. Razor Ramon). На следующий день Джефф дрался против 1-2-3 Кида. Харди, вместе со своим братом Мэттом и друзьями, основал собственную федерацию Trampoline Wrestling Federation (TWF) в которой пародировали приёмы, увиденные по телевизору. Впоследствии, TWF сменило несколько названий, пока окончательно не объединилось с ярмаркой в Северной Каролине. Братья Харди начали работать в разных независимых промоушенах и выступали по всему восточному побережью США.
До вступления в WWF, Мэтт вместе с Томасом Симпсоном основали собственную федерацию Organization of Modern Extreme Grappling Arts (OMEGA), которая оказалась более успешной, чем TWF. Выступая в OMEGA, братья отыгрывали различные гиммики, но после подписания контракта с WWF в 1998 году OMEGA начала угасать.

### World Wrestling Federation/Entertainment

#### The Hardy Boyz (1998—2002)

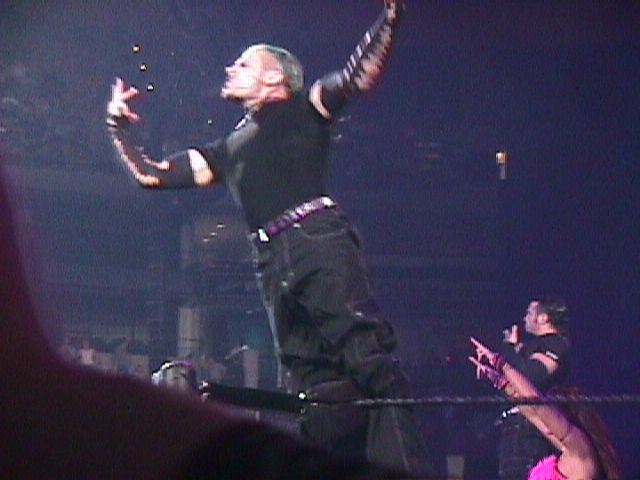
Команда Xtreme на шоу King of the Ring в 2000 году

После перехода в WWF, братья Харди стали работать вместе с Майклом Хейсом и их команда противостояла группировке «The Brood». Под его руководством 29 июня 1999 года они выиграли свои первые титулы в командном разряде WWF в матче против «Acolytes». Спустя месяц они проиграли свои пояса в матче-реванше на шоу Fully Loaded. После распада «The Brood» братья объединились с Гангрелом и сформировали движение «New Brood». Они начали вражду (англ. feud) с Кристианом и Эджем, который закончился 17 октября 1999 года на PPV-шоу No Mercy в первом в истории WWF командном матче с лестницами, который выиграли братья Харди.
В 2000 году у Hardy Boyz появился новый менеджер — их общий друг Лита. Вместе они стали известны как «Team Xtreme». На протяжении 2000 года братья Харди дважды побеждали Эджа и Кристиана в поединках за титулы командных чемпионов WWF. На PPV SummerSlam Hardy Boyz участвовали в первом в истории матче TLC (англ. Tables, Ladders, and Chairs match) за титул командных чемпионов против Дадли бойз и Эджа с Кристианом, однако потерпели поражение.
Харди получил известность благодаря рискованным приёмам в поединках TLC в 2000, 2001 и 2002 годах. В 2001 году Джефф стал больше выступать в одиночных соревнованиях и завоевал титулы интерконтинентального (победив Triple H), полутяжёлого (победив Джерри Линна) и хардкорного чемпиона (победив Майка Осома и Роба Ван Дама). В конце 2001 года братья Харди начали сюжетную линию, которая предполагала бои между собой. Это привело к тому, что Мэтт потребовал поединок на шоу Vengeance со специально приглашённым рефери Литой. После победы над Мэттом, Джэфф с Литой начали вражду против него. 17 декабря 2001 года Харди встретился с Гробовщиком в матче за титул хардкорного чемпиона, который выиграл последний. После матча Гробовщик атаковал Харди и Литу, нанеся им травмы. Во время следующего эпизода SmackDown!, Гробовщик атаковал Мэтта. Братья Харди и Лита не выступали до Королевской битвы, так как у WWE не было сюжетной линии для них. Позже братья вернулись как команда, а об их разделении более не упоминалось.
В начале 2002 года Hardy Boyz начали враждовать с Броком Леснаром, после того как Леснар провёл приём F-5 Мэтту, бросив его на железную рампу. На Backlash Харди встретился с Леснаром в его первом телевизионном поединке. Брок доминировал весь матч и выиграл его нокаутом. Вражда Леснара и Харди продолжалась ещё несколько недель и братьям Харди удалось победить его всего раз в результате дисквалификации. В июле 2002 года Харди выиграл свой третий титул хардкорного чемпиона, победив Брэдшоу.

#### Сольные выступления (2002—2003)
После нескольких лет в командном дивизионе, Джефф начал сольный фьюд с Гробовщиком, который закончился поединком с лестницами за титул неоспоримого чемпиона WWE, в котором победил Гробовщик. После этого Харди несколько раз боролся за различные одиночные титулы и победил Уильяма Ригала в поединке за титул европейского чемпиона WWE. Через несколько недель после выигрыша титула, он проиграл Робу Ван Даму в поединке за объединение титулов европейского чемпиона и интерконтинентального чемпиона. The Hardy Boyz окончательно распались после перехода Джеффа в бренд Raw, а Мэтта в SmackDown!.
22 апреля 2003 года Джефф был уволен из WWE. Причиной увольнения послужило эксцентричное поведение, употребление наркотиков, отказ от реабилитации, снижение уровня выступлений.

### Выступления в независимых федерациях и другие проекты (2003)
После увольнения из WWE, Харди появился 24 мая на ринге OMEGA, используя свой старый гиммик «Willow the Wisp», где состоялся поединок против Крэйзи Кей за титул чемпиона в среднем весе OMEGA, однако проиграл этот матч. Также Харди один раз появился на арене Ring of Honor во время шоу Death Before Dishonor под этим же гиммиком, надев маску и плащ, которые, однако, с него быстро сняли, оставив рестлера в одежде, идентичной той, что он носил в WWE. Во время матча против Джо Мэтьюса и Крэйзи Кей, в котором победил Джефф, зрители постоянно освистывали его. После выступления в независимых федерациях, Харди целый год посвятил мотокроссу.

### Total Nonstop Action Wrestling (2004—2006)

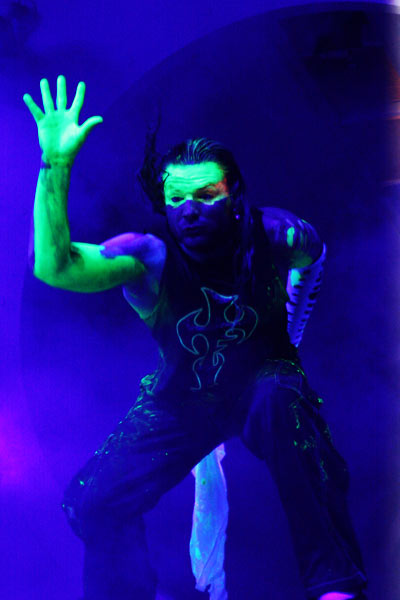
Харди в TNA в 2005 году

Дебют Харди в Total Nonstop Action Wrestling (TNA) состоялся 23 июня 2004 года во время Second Anniversary Show. В дебютном поединке Джефф встретился с чемпионом Икс-дивизиона TNA Эй Джей Стайлзом в поединке за чемпионский титул. Харди вышел на ринг под новую музыку «Modest», которую сам и исполняет, а также под новым именем «The Charismatic Enigma». Поединок закончился двойной дисквалификацией из-за вмешательства Кида Кэша и Далласа. Харди вернулся в TNA 21 июля, когда ему был дан шанс побороться за титул чемпиона мира в тяжёлом весе NWA. 8 сентября Харди опять участвовал в титульном поединке против чемпиона мира в тяжёлом весе TNA Джэффа Джаретта. В октябре 2004 года Джэфф победил в турнире, завоевав право на титульный поединок 7 ноября во время первого ежемесячного PPV шоу Victory Road. На шоу он опять проиграл Джаретту в поединке с лестницами из-за вмешательства Кевина Нэша и Скотта Холла. Через месяц на шоу Turning Point Харди, Стайлс и Рэнди Сэвидж победили Джарретта, Холла и Нэша в командном поединке. 16 января 2005 года Харди победил Холла на шоу Final Resolution.
В феврале 2005 года на шоу Against All Odds Харди проиграл Абиссу в поединке «Full Metal Mayhem» за право на чемпионский поединок. В марте на Destination X он победил Абисса в поединке «Falls Count Anywhere». После шоу у Харди началась вражда с Рэйвеном, который закончился победой Джеффа на шоу Lockdown в апреле в поединке в стальной клетке. Из-за того, что Джефф не появился на матч-реванш во время шоу Hard Justice против Рэйвена 15 мая, якобы из-за проблем с транспортом, он был отстранён от соревнований в TNA. Отстранение Харди от поединков закончилось 5 августа и он вернулся на ринг во время шоу Sacrifice. Первый матч после отстранения он провёл 11 сентября на шоу Unbreakable, проиграв поединок Бобби Руду из-за вмешательства Джарретта. В октябре Харди оказался втянутым во вражду с Абисом, Рино и Сабу, который завершился 23 октября на шоу Bound for Glory в четырёхстороннем поединке «Monster’s Ball», победителем в котором стал Рино. В ходе поединка, Харди провёл приём «Swanton Bomb» на Абисе с высоты более 5 метров. Этим же вечером Харди участвовал в королевской битве 10 рестлеров, который выиграл Рино и стал претендентом номер один на поединок за титул чемпиона мира в тяжёлом весе NWA. В ноябре на шоу Genesis Джефф проиграл Монти Брауну в поединке первых претендентов.
Было объявлено, что Харди появится на предварительном шоу перед Turning Point в декабре 2005 года, однако он опять не появился, ссылаясь на проблемы с транспортом. Джефф был отстранён от участия в TNA. В марте, апреле и мае 2006 года он несколько раз появлялся в программах TNA.

### Возвращение в World Wrestling Entertainment

#### The Hardys; Интерконтинентальный чемпион (2006—2007)
4 августа 2006 года руководство WWE объявило, что Харди подписал контракт с компанией. В первом же матче после возвращения он победил чемпиона WWE Эджа в результате дисквалификации. После нескольких неудачных попыток, 2 октября 2006 года Джеффу удалось завоевать свой второй титул интерконтинентального чемпиона, победив Джонни Нитро, однако 6 ноября вновь проиграл титул Нитро. Спустя неделю, 13 ноября, Харди завоевал титул интерконтинентального чемпиона в третий раз.

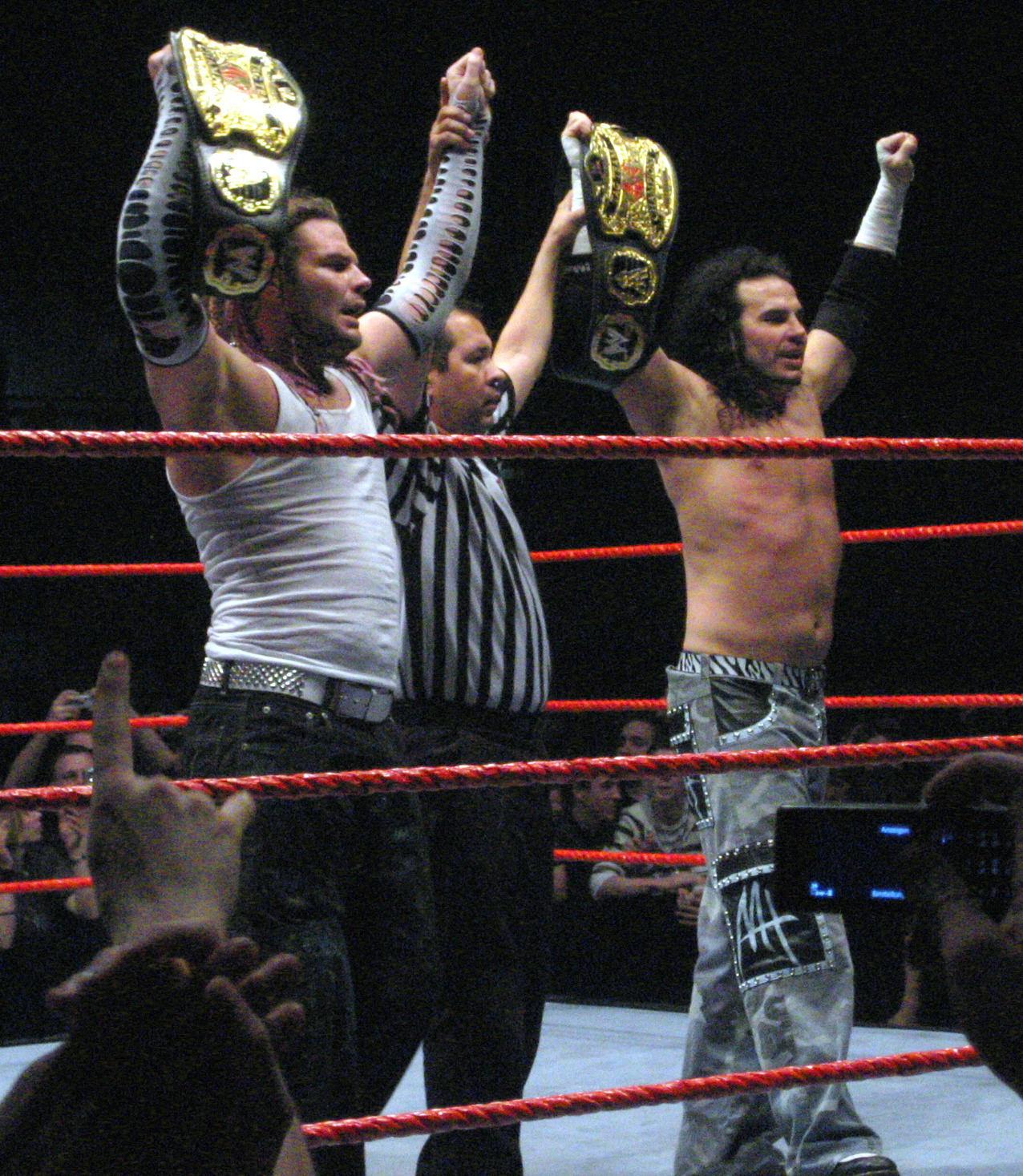
The Hardy Boyz, Джефф (слева) и Мэтт (справа).

21 ноября на арене ECW Харди, впервые за последние пять лет, объединился со своим братом Мэттом в поединке против команды «Full Blooded Italians». На PPV шоу Survivor Series братья, как часть команды D-Generation X, победили команду Rated-RKO. После этой победы братья получили право на поединок за титул командных чемпионов на следующем PPV Armageddon. Во время Armageddon состоялся командный поединок с лестницами четырёх команд за титул командных чемпионов WWE, который выиграла команда Лондон/Кендрик.
Так как Харди продолжал враждовать с Джонни Нитро, на PPV New Year’s Revolution между ними состоялся поединок в стальной клетке за титул интерконтинентального чемпиона, в котором победил Джефф. На PPV Королевская битва и No Way Out Джефф с Мэттом дважды победили команду НМН. 19 февраля Харди проиграл титул интерконтинентального чемпиона Умаге. В апреле 2007 Харди принимал участие в поединке «Деньги в банке» на WrestleMania 23. Во время матча Мэтт кинул Эджа на лестницу, тем самым позволив Джеффу снять кейс и стать победителем. Однако Харди провёл лег дроп с лестницы, с высоты 20 футов на Эджа, травмировав как себя, так и соперника. Оба рестлера не смогли продолжить поединок и были вынесены с ринга. На следующий день на арене Raw братья Харди приняли участие в королевской битве 10 команд за титул командных чемпионов мира WWE. Братья победили в этом матче, выкинув с ринга в конце матча Лэнса Кейда и Тревора Мёрдака. Эта победа стала причиной вражды между братьями Харди и Кейдом с Мёрдоком. Джефф и Мэтт удачно защитили свой титул на PPV Backlash и Judgment Day. 4 июня на арене Raw братья проиграли титул Кейду и Мёрдоку. На следующем PPV Vengeance: Night of Champions состоялся матч-реванш, в котором они опять были побеждены.

#### Чемпион WWE; Чемпион мира в тяжёлом весе и фьюд с СМ Панком (2007—2009)

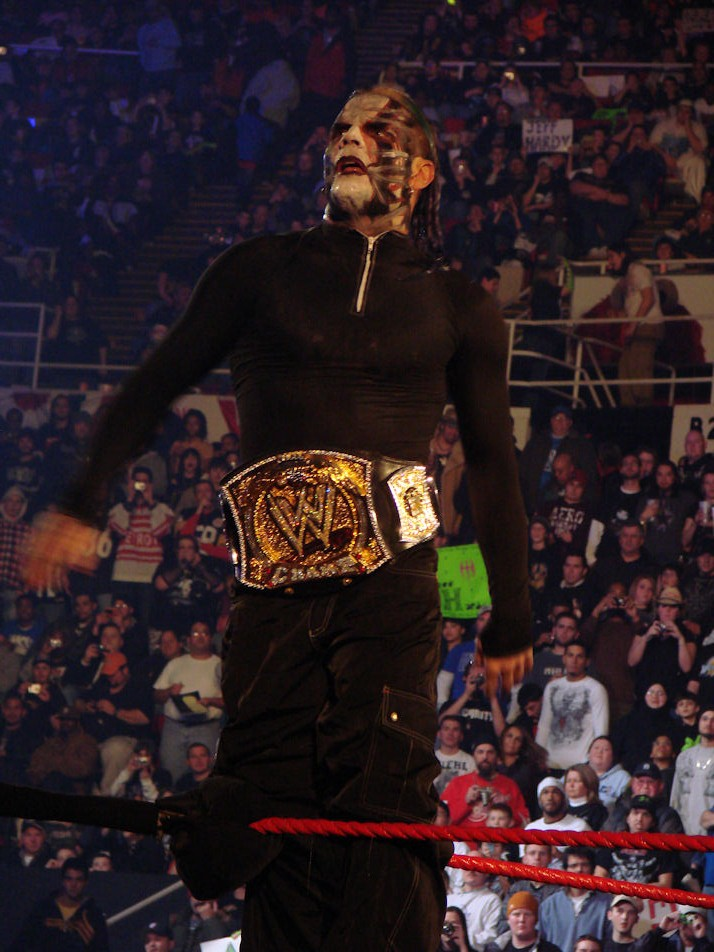
Джефф Харди в начале 2009 года после завоевания титула чемпиона WWE

В июле, после PPV The Great American Bash, на котором Джефф вновь проиграл Умаге в поединке за титул интерконтинентального чемпиона, Харди неожиданно пропадает с программы WWE. На своём официальном сайте TheHardyShow.com он объяснил это тем, что ему требуется время на выздоровление после неудачного падения в поединке против Мистера Кеннеди, прошедшего 23 июля. Возвращение Харди на ринг состоялось 27 августа. Джефф одержал победу в поединке против Мистера Кеннеди в результате дисквалификации из-за вмешательства Умаги. На следующей неделе Харди завоевал свой четвёртый титул Интерконтинентального чемпиона, победив Умагу.
На PPV Survivor Series Харди и Triple H остались непобеждёнными в традиционном командном поединке на выбывание. После этой победы они несколько раз появились вместе в командных соревнованиях, однако на шоу Armageddon состоялся поединок между ними, в котором победил Харди и стал претендентом номер один на титул чемпиона WWE. За неделю до Королевской битвы, между Харди и Рэнди Ортоном началась вражда после того, как последний ударил Мэтта по голове. На Королевской битве Джефф проиграл титульный поединок, однако был назван одним из 6 участников поединка Elimination Chamber на No Way Out, где его в конце поединка победил Triple H.
3 марта на арене Raw Харди появился в качестве специального гостя в программе Криса Джерико «Highlight Reel», которое закончилось тем, что Джефф атаковал Джерико. Это стало причиной поединка за титул интерконтинентального чемпиона на следующем выпуске Raw, который Харди проиграл Джерико. Одной из причин проигрыша считается то, что он второй раз нарушил «Substance Abuse and Drug Testing Policy» компании. Он также был исключён из состава участников поединка «Деньги в банке» на WrestleMania XXIV. На ринг Харди вернулся 12 мая, победив Умагу. Эта победа возобновила вражду между рестлерами, которая закончилась поединком Falls Count Anywhere на PPV One Night Stand, который Харди выиграл.
23 июня 2008 года прошёл драфт WWE, результатом которого стал переход Харди с бренда Raw в SmackDown!. 4 июля Джефф дебютировал в SmackDown, победив Джона Моррисона. На Unforgiven он стал участником схватки за титул чемпиона WWE (англ. WWE Championship Scramble match), а также участвовал в титульных поединках на No Mercy и Cyber Sunday, однако ни разу не стал победителем. Предварительно было объявлено, что Харди станет участником титульного поединка на Survivor Series, но согласно сюжетной линии он был найден в бессознательном состоянии в гостинице, из-за чего его место в поединке занял Эдж, который и завоевал чемпионский титул. В декабре 2008 года на Armageddon Харди победил Эджа и Triple H в поединке «тройная угроза» и впервые в своей карьере завоевал титул чемпиона WWE.
В январе 2009 года Харди участвовал в нескольких сюжетных линиях, в одной из которых он попал в автомобильную катастрофу, а в другой в инцидент с пиротехникой. На Королевской битве 2009 Джефф проиграл титул чемпиона WWE Эджу, после того, как Мэтт вмещался в поединок и ударил его железным стулом. Это послужило началом вражды между братьями. На WrestleMania XXV Мэтт победил Джеффа в поединке с экстремальными правилами. На Backlash во время матча-реванша, Харди победил Мэтта в поединке «Я сдаюсь» (англ. «I Quit» match).
На шоу Extreme Rules Харди победил Эджа в поединке с лестницами и завоевал титул чемпиона мира в тяжёлом весе. Сразу после матча, СМ Панк воспользовался контрактом из чемодана «Деньги в банке», который давал ему право на поединок за титул чемпиона мира в любое время по его желанию, и победил Джеффа. На шоу The Bash Харди получил право на матч-реванш, в котором одержал победу в результате дисквалификации соперника, однако титул остался у Панка. На шоу Night of Champions Харди победил Панка и завоевал титул во второй раз. На шоу SummerSlam в августе он проиграл титул Панку в поединке со столами, лестницами и стульями. 28 августа во время выпуска SmackDown Панк победил Харди в матче-реванше за титул чемпиона мира в тяжёлом весе в стальной клетке. Согласно предматчевым условиям, Джефф был вынужден уйти из WWE. Эта сюжетная линия позволила Харди покинуть WWE для лечения своих травм, включая травму шеи. У него также было две грыжи межпозвоночных дисков в пояснице и синдром Экбома.

### Возвращение в Total Nonstop Action Wrestling

#### Дебют; Различные фьюды (2010)

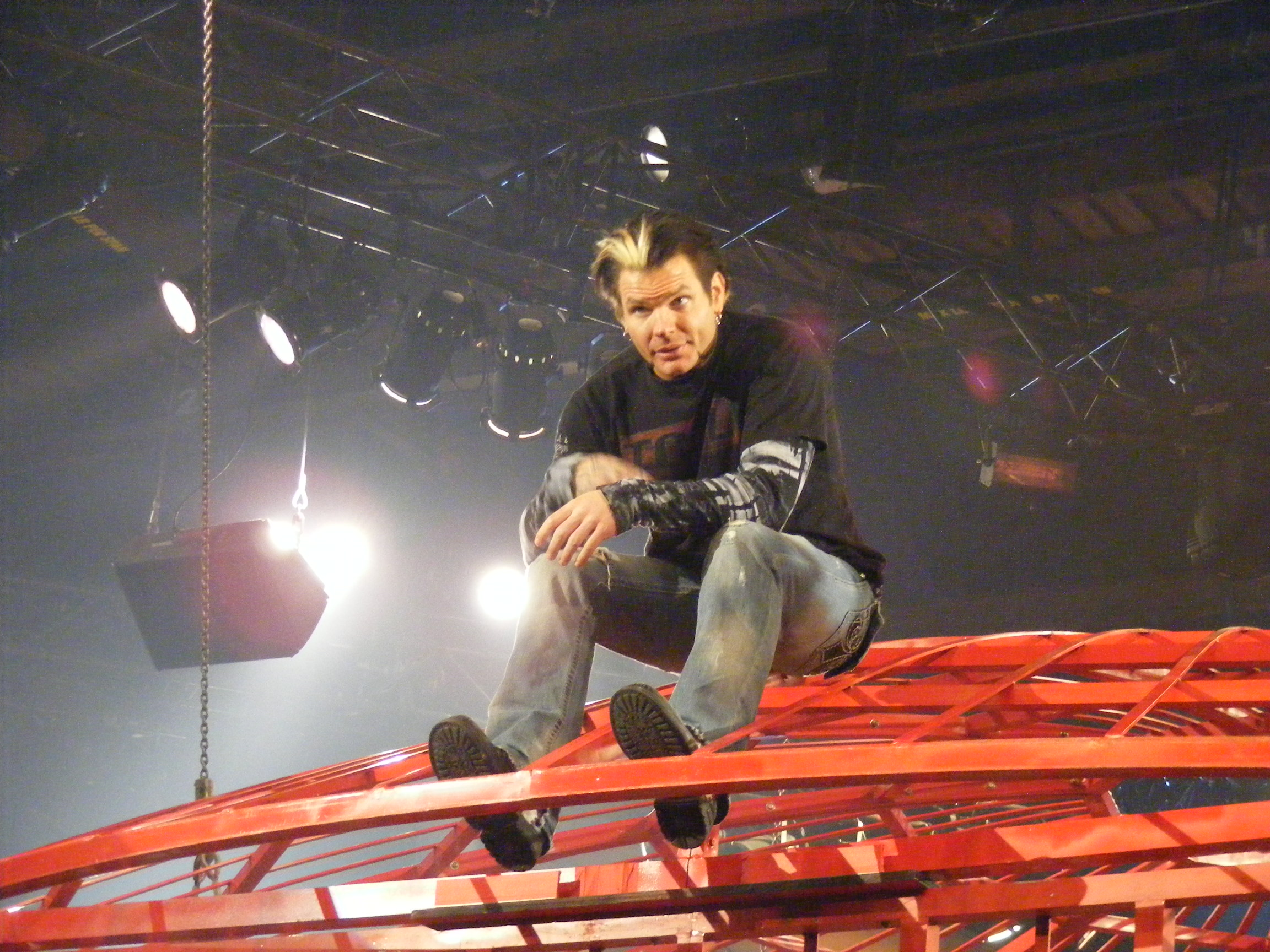
Харди в день возвращения в TNA 4 января

Возвращение Харди в TNA состоялось 4 января 2010 года во время первого выпуска TNA Impact! в прямом эфире в понедельник. После выхода на ринг, он был атакован Хомисайдом. На следующий день было объявлено, что Джефф подписал контракт с TNA. 5 апреля Харди стал членом команды Хогана, которая в ежегодном Lethal Lockdown матче должна была сражаться против команды Флэра. 18 апреля на шоу Lockdown команда Хогана (Харди, Абисс, Джефф Джарретт и Роб Ван Дам) победила команду Флэра (Стинг, Десмонд Вульф, Роберт Руд и Джеймс Шторм). На Slammiversary VIII Харди и Андерсон объединились в команду Enigmatic Assholes и победили Beer Money, Inc. (Роберт Руд и Джеймс Шторм) в командном матче. 19 августа титул чемпиона мира в тяжёлом весе TNA стал вакантным и Джефф стал одним из 8 рестлеров, включённых в турнир за этот титул. В первом раунде он победил Роба Терри, в полуфинале на No Surrender Харди впервые встретился с Куртом Энглом. Поединок длился 20 минут, однако ни один из рестлеров не стал победителем в основное время. Генеральный менеджер TNA Эрик Бишофф добавил 5 дополнительных минут. После этих и вторых дополнительных пяти минут, победитель так и не был выявлен. В результате пореза Энгл не смог продолжить поединок и была объявлена ничья. 16 сентября было объявлено, что Харди и Энгл будут сражаться в финале турнира на шоу Bound for Glory, где они встретятся с Мистером Андерсоном в поединке «тройная угроза».

#### Immortal и Чемпион мира в тяжёлом весе (2010—2011)

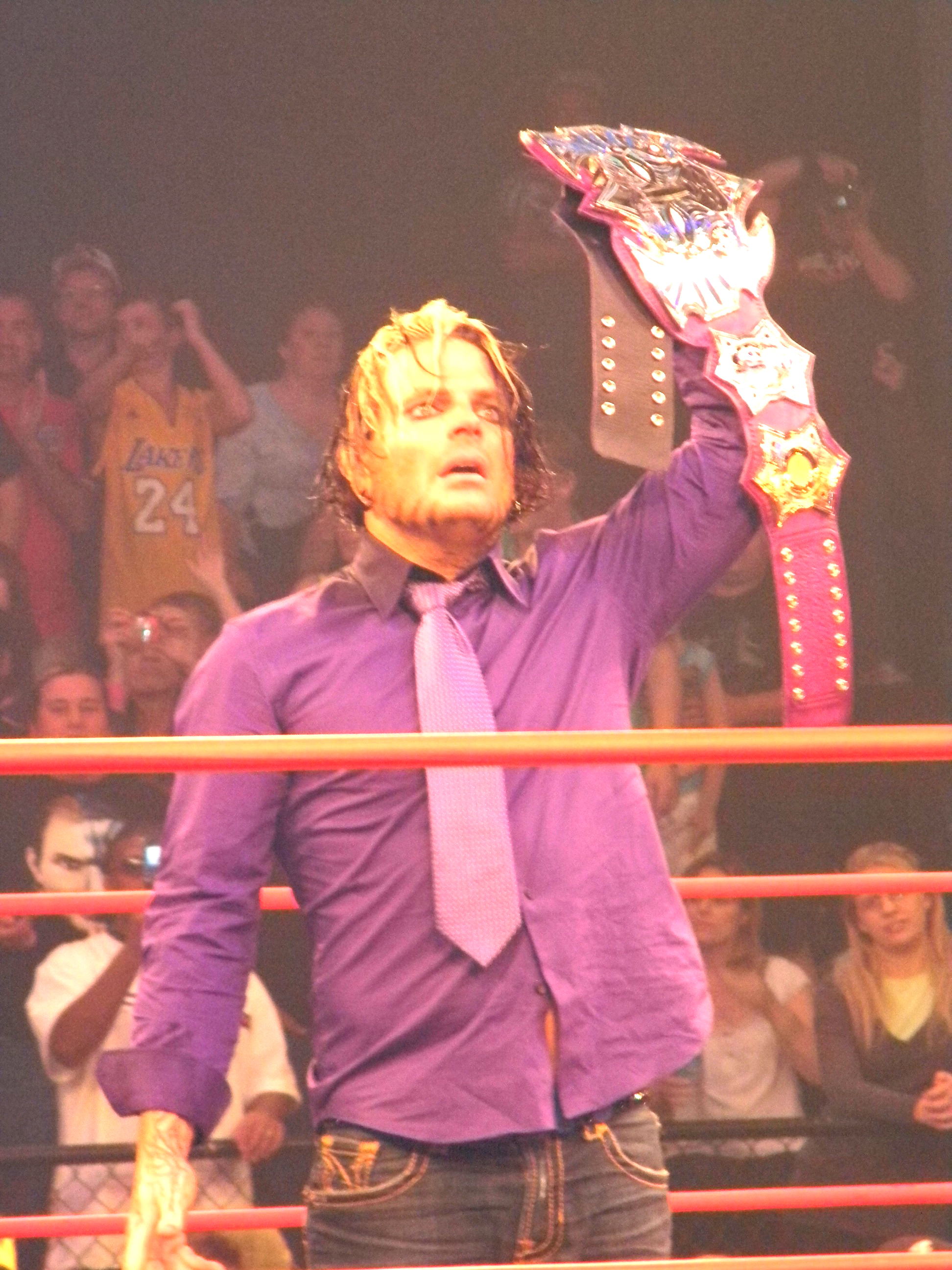
Джефф с титулом чемпиона мира в тяжёлом весе в 2010 году.

10 октября на шоу Bound for Glory Джефф победил Мистера Андерсона и Курта Энгла и, впервые в своей карьере, завоевал титул чемпиона мира в тяжёлом весе TNA. На шоу Turning Point Харди успешно защитил титул в поединке против Мэтта Моргана. Во время следующего выпуска Impact! Хоган представил новый дизайн пояса чемпиона мира в тяжёлом весе TNA, который он назвал «бессмертным чемпионом TNA» (англ. TNA Immortal Championship). На шоу Final Resolution Харди успешно защитил титул в матче против Моргана. 4 января 2011 года Харди участвовал в шоу Wrestle Kingdom V in Tokyo Dome федерации New Japan Pro Wrestling (NJPW) и успешно защитил чемпионский титул в матче против Тацуто Наито.
9 января на шоу Genesis дебютировал брат Джеффа Мэтт, который победил Роба Ван Дама, тем самым отстранив его от участия в поединке за чемпионский титул против Харди. Этим же вечером состоялся поединок Джеффа против претендента номер один Андерсона. Несмотря на вмешательство в поединок Мэтта, Флэра и Бишоффа, Андерсон одержал победу в матче и стал новым чемпионом. 13 января братья Харди объединились в команду Hardy Boyz и победили в командном поединке Ван Дама и Андерсона. 3 февраля Джефф получил право на матч-реванш, но из-за вмешательства в поединок Immortal поединок был остановлен и Андерсон сохранил титул. 13 февраля на шоу Against All Odds Харди победил Андерсона в поединке с лестницами и во второй раз стал чемпионом мира в тяжёлом весе TNA. Харди удерживал титул две недели, пока 24 февраля не проиграл титул Стингу. 13 марта на шоу Victory Road состоялся поединок без дисквалификаций между Харди и Стингом, но из-за того, что Джефф был не в состоянии выступать, поединок длился всего 90 секунд и победу одержал Стинг.

#### Возвращение и фьюд за чемпионство мира в тяжёлом весе (2011—2013)
Возвращение Харди в TNA состоялось 8 сентября 2011 года. Рестлер появился во время записи Impact Wrestling, где выступил в качестве фейса. 15 сентябре во время шоу в Йорке, Пенсильвания Харди извинился перед зрителями за своё поведение в последнее время. В этот же день состоялся и его первый поединок после возвращения. В своём матче Харди победил Джеффа Джарретта. 27 октября на шоу TNA Impact Wrestling состоялся поединок Джеффа Харди и Булли Рея. 13 ноября на PPV Turning Point, Харди победил Джеффа Джарретта. При чём сделал это трижды за вечер: первый за шесть секунд, второй в шесть минут, а третий за десять секунд. 11 декабря на PPV Final Resolution, Харди победил Джарретта в матче со стальной клеткой чтобы стать претендентом номер один на титул TNA чемпиона мира в тяжёлом весе. 8 января 2012 года, на PPV Genesis, Харди победил чемпиона мира TNA в супертяжёлом весе Бобби Руда через дисквалификацию, как результат, титул остался у Руда. В следующем эпизоде Impact Wrestling, в матче-реванше между Харди и Рудом закончился безрезультатно, после вмешательства Були Рея. На следующей неделе, Харди принял участие в матче за претендентство № 1 против Джеймса Шторма, который завершился безрезультатно после вмешательства Рея и Руда. 12 февраля на PPV Against All Odds, Харди был не в состоянии захватить титул TNA чемпиона мира в тяжёлом весе от Руда four-way match, который также включал Були Рея и Джеймса Шторма.
На следующем эпизоде Impact Wrestling, Харди потерял свою возможность в матче за титул чемпиона мира TNA в тяжёлом весе, после вмешательства со стороны вернувшегося Курта Энгла. 18 марта на PPV Victory Road, Харди был побеждён Энглом в одиночном матче. 15 апреля на PPV Lockdown, Харди победил Энгла в матче-реванше, который состоялся внутри стальной клетке. На следующем эпизоде Impact Wrestling, Харди и мистер Андерсон были разбиты Робом Ван Дамом в трёхстороннем матче за претендентство № 1 на титул чемпиона мира TNA в тяжёлом весе. Во время первой «Open Fight Night» на следующей неделе, Харди совместно с Андерсоном безуспешно сражались с Магнусом и Самоа Джо за претендентство TNA Командных чемпионов мира. 13 мая на PPV Sacrifice, Харди был побеждён Андерсоном в одиночном матче. На следующем эпизоде Impact Wrestling, Харди победил Андерсона в матче-реванше. 31 мая на Impact Wrestling, Харди выиграл в голосовании фанов, чтобы стать претендентом № 1 за титул чемпиона телевидения TNA. Тем не менее, его титульный матч с Девона закончился безрезультатно, после вмешательства Робби Е и Робби T. 10 июня на PPV Slammiversary, Харди был побеждён Андерсоном в трёхстороннем матче за претендентство № 1, также в матче участвовал Роб Ван Дам.

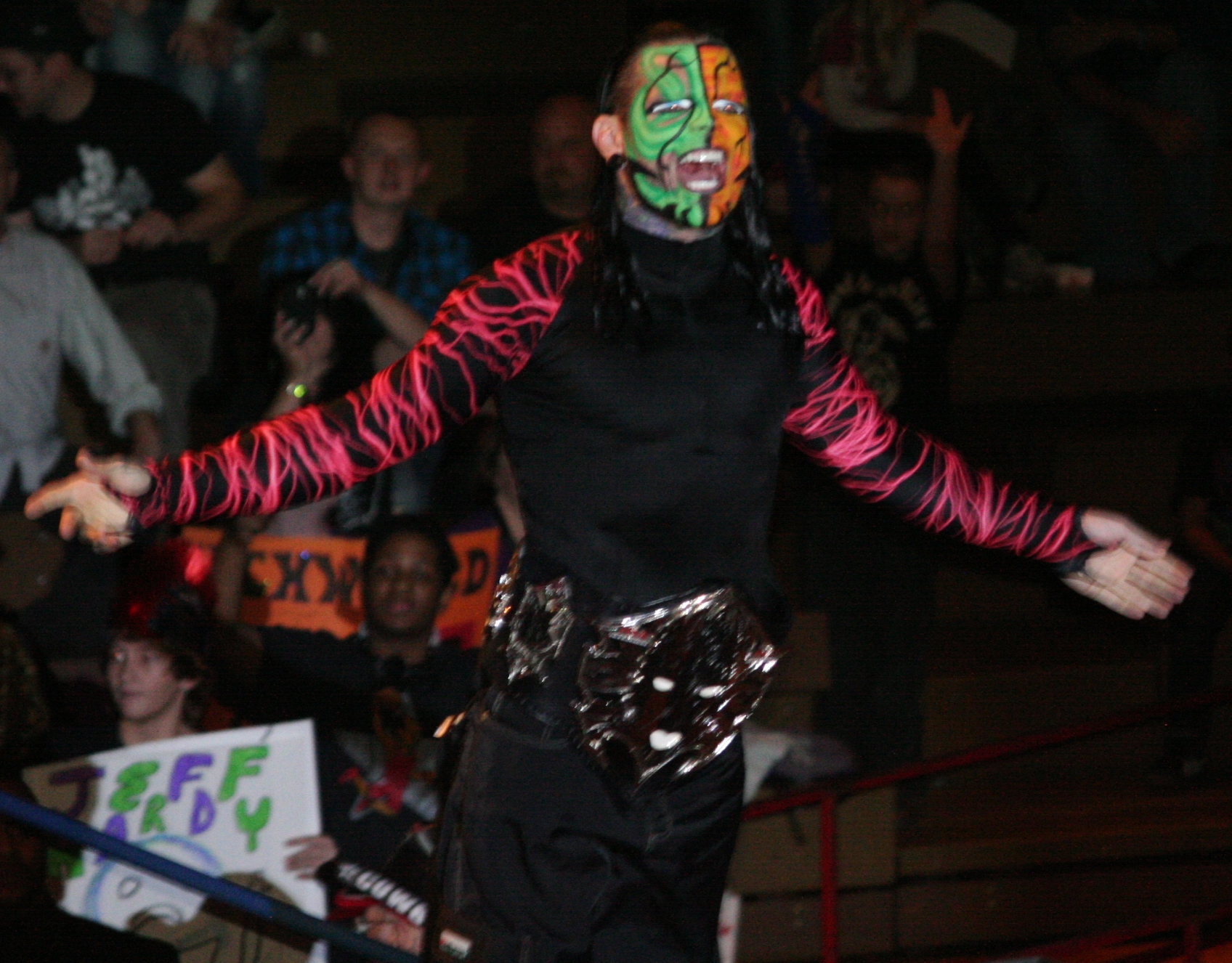
Джефф Харди с титулом чемпиона мира в тяжёлом весе.

14 июня в эпизоде Impact Wrestling, Харди вошёл в 2012 Bound for Glory Series, принимающих участие в матче открытия, в котором он устранил первым человеком, Були Рея. Харди боролся в своём последнем матче группового этапа турнира 6 сентября на Impact Wrestling, победив Самоа Джо с помощью удержания, таким образом, финишировав четвёртым и попав в полуфинал. Через три дня на No Surrender, Харди победил Джо в матче-реванше, чтобы перейти к финальной части турнира. До финала достоялись происшествие, Харди получил травму (по сюжету) после участия в драке между командой TNA locker room и Aces & Eights stable. Несмотря на травму, Харди победил Були Рея в финале, чтобы выиграть в 2012 Bound for Glory Series и стать претендентом № 1 на титул чемпиона TNA в тяжёлом весе. На следующем эпизоде Impact Wrestling, Харди победил Рея в матче-реванше, чтобы подтвердить свой статус претендента № 1. 14 октября на PPV Bound for Glory, Харди победил Остина Эйриса, чтобы выиграть титул чемпиона TNA в тяжёлом весе в третий раз, и, в соответствии с TNA, завершив свою «Дорогу к искуплению» после событий марта 2011 года. Харди провёл свою первую телевизионную защиту титула 25 октября на Impact Wrestling, победив Курта Энгла, и сохранив свой титул. После этого на Turning Point Джефф Харди защитил чемпионский пояс против Остина Эйриса в лестничном бою. На Final Resolution 2012 Джефф Харди успешно защитил титул в бою против Бобби Руда. На Genesis 2013 успешно защитил титул в бою против Остина Эйриса и Бобби Руда. Затем на последующем шоу защитил титул, победив Кристофера Дэниелса. Проиграл титул Булли Рею на Lockdown (2013). На следующий выпуск Impact Wrestling после просьбы Халка Хогана Джефф Харди и многие другие рестлеры ростера TNA напали на группировку «Aces & Eights», но потерпели поражение. 11 апреля Джефф бился за титул чемпиона мира в тяжёлом весе против Булли рея в поединке Full Metal Mayhem. но проиграл.
Возвращение Джеффа Харди произошло 2 июня на Slammiversary XI чтобы выступить в команде с Магнусом и Самоа Джо против членов группировки «Aces & Eights» (Мистер Андерсон, Джаретт Бишофф и Уэс Бриско). Сам поединок выиграли Магнус, Джо и Харди. Также возвращение Джеффа Харди произошло и на выпуске TNA Impact Wrestling от 6 июня, он бился против Булли Рея в поединке с лестницами и над рингом висел молоток который снял Джефф и уже попытался ударить им Булли но тот сбежал с ринга. 20 июня на выпуске TNA Impact Wrestling в турнире BFG Series Джефф Харди победил Бобби Руда. В самом турнире победить не смог. На Bound for Glory (2013) Крис Сейбин победил Джеффа Харди, Самоа Джо, Остина Эйриса и Маника в поединке Ultimate X и стал новым Чемпионом X Дивизиона.
31 октября на Impact Wrestling Джефф был включён в турнир из восьми реслеров за вакантный титул чемпиона мира в тяжёлом весе. 7 ноября на выпуске TNA Impact Wrestlimg Джефф Харди победил Криса Сейбина в поединке Full Metal Mayhem. 5 декабря на Impact Wrestling Джефф Харди победил Бобби Руда и прошёл в финал турнира за вакантный титул чемпиона мира в тяжёлом весе, в котором встретится с Магнусом. 20 декабря на Final Resolution в Dixieland матче Магнус победил Джеффа Харди и стал новым Чемпионом мира в тяжёлом весе. 26 декабря на выпуске Impact Wrestling Стинг и Харди проиграли Рокстеру Спаду, Итану Картеру, Джесси Годдерзу и Робби И, после поединка Джефф заявил что уходит из компании.

#### Willow (2014)

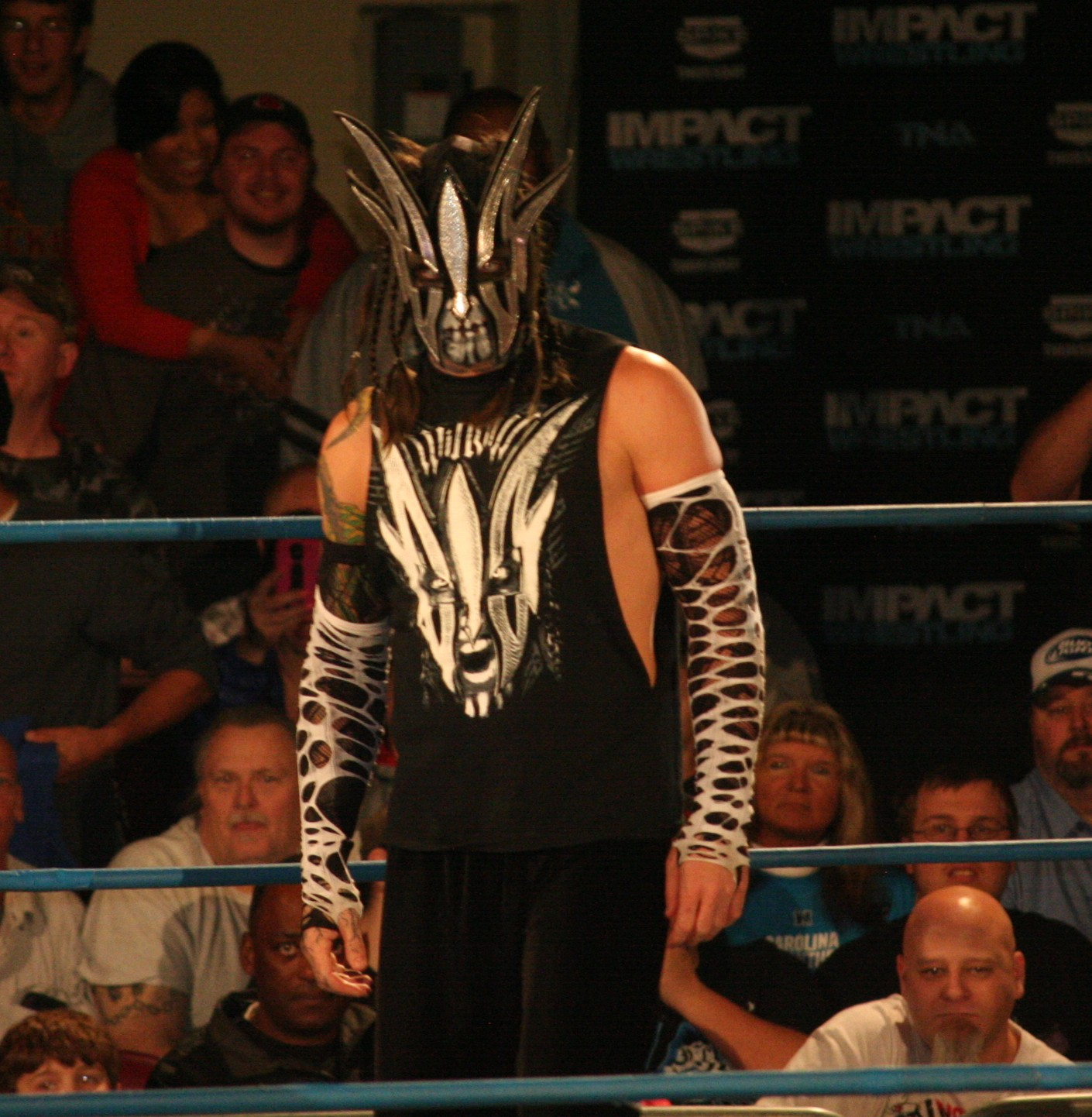
Джефф Харди в образе Willow.

В середине февраля 2014 года TNA стала демонстрировать небольшие проморолики с Джеффом Харди в образе его персонажа из OMEGA Willow. Возвращение Харди состоялось 9 марта на PPV Lockdown, где Джефф вышел в образе Willow и вместе с командой MVP они одержали победу над командой Дикси Картер. На следующем выпуске IMPACT Wrestling он принял участие в матче против Рокстара Спада.
На Sacrifice (2014) Уиллоу и Курт Энгл победили Рокстара Спада и Итана Картера III. После чего Уиллоу завязался фьюд с Магнусом из-за которого Джефф не смог стать чемпионом в конце 2013 года. На Slammiversary XII Магнус смог победить Уиллоу. На выпуске Impact Wrestling от 19 июня Волки(Эдди Эдвардс и Дэйви Ричардс) защищали титулы от Абисса & Уиллоу и Самоа Джо & Остина Эйриса. Волки смогли отстоять титулы удержав Willow. На следующем выпуске Impact Wrestling Магнус и Брэм победили Willow и Аббиса в командном поединке по правилам балл монстров .

#### The Hardys (2014—2017)
10 июля генеральный менеджер Курт Энгл объявил про battle royal за первое претендентство на чемпионство мира в тяжёлом весе, Курт также попросил Джеффа выступать не в образе своего альтер эго Willow. В battle royal победу одержал Джефф Харди. 17 июля на выпуске Impact Wrestling Бобби Лэшли отстоял своё Чемпионство мира в тяжёлом весе от Харди.
26 июля на Impact Wrestling Джефф Харди вновь объединился с вернувшимся в компанию Мэттом Харди, они заявили что хотят завоевать командные титулы TNA, Волки (Эдди Эдвардс и Дэйви Ричардс) вышли на ринг и приняли вызов. 31 июля на Destination X Волки победили The Hardys и сохранили пояса. 20 августа на выпуске Impact Wrestling Мэтт и Джефф Харди вызвали на поединки Team 3D и Волков. После этого были назначены серии матчей между этими командами, первая команда которая выиграет 2 из 3 матчей станет Командными чемпионами TNA. Первый поединок выиграли Булли Рэй и Дивон, после чего они назначили матч со столами который выиграли Мэтт и Джефф Харди. На специальном выпуске Impact Wrestling: No Surrender (2014) Волки выиграли поединок с лестницами. 8 октября на выпуске Impact Wrestling «Волки» смогли вновь победить Братьев Харди и Team 3D в матче «Full Metal Mayhem».
На следующем выпуске Impact Wrestling Джефф бился в поединке за первое претенденство на титул Чемпиона мира в тяжёлом весе, но проиграл. На выпуске Impact Wrestling от 22 октября начался турнир за первое претенденство на титулы Командых чемпионов мира TNA, Братья Харди победили The BroMans, а на следующей неделе победили Итана Картера ІІІ и Тайруса. 5 ноября в финале турнира Братья Харди победили Лоу Ки и Самоа Джо. На выпуске Impact Wrestling от 16 января Мэтт и Джефф Харди победили Волков и стали претендентами № 1 на командные титулы. На специальном выпуске Impact Wrestling: Lockdown (2015) Командные чемпионы мира TNA Революция (Абисс и Джеймс Шторм) победили Братьев Харди, но после матча атаковали их, вследствие чего Джефф упал с вершины клетки на ступеньки.
Джефф вернулся 27 марта на выпуске Impact Wrestling, где победил Джеймса Шторма в стальной клетке. 17 апреля на Impact Wrestlng Братья Харди победили Лоу Ки и Кенни Кинга, Итана Картера III и Брэма, Бобби Руда и Остина Эриеса в поединке Ultimate X за вакантные титулы Командных мировых чемпионов TNA. 30 апреля Джефф сломал ногу, неудачно прыгнув на мотоцикле на заднем дворе своего дома. 8 мая на выпуске Impact Wrestling Мэтт Харди объявил что титулы Командных мировых чемпионов TNA становятся вакантными.

### Ring of Honor (2017)
10 марта 2017 года на ROH Manhattan Mayhem VI Братья Харди победили «Янг Бакс» и стали командными чемпионами ROH. Мэтт объявил, что сломленные братья подписали контракт с компанией.

### Третье возвращение в WWE (2017—2021)
2 апреля 2017 года братья Харди совершили возвращение на Wrestlemania 33 в четырёхстороннем командном матче за командные титулы Raw. Харди одержали победу в матче и стали новыми командными чемпионами, показывая то, что собираются задержаться в компании.
На Extreme Rules 2017 братья Харди проиграли свои командные титулы Сезаро и Шеймусу в прямом эфире шоу.
На Raw от 16 апреля 2018 года, победил Джиндера Махала после Swanton Bomb и стал новым Чемпионом США. 17 апреля 2018 года прошёл WWE Superstar ShakeUp, в результате которого был перемещён на SmackDown.
В рамках драфта 2021 года в октябре Харди был переведён на SmackDown. Во время домашнего шоу 4 декабря Харди выглядел заторможенным и ушёл с ринга в зрительный зал во время командного матча. На следующий день он был отправлен домой. 9 декабря Харди был снова освобожден от контракта после того, как отклонил предложение WWE пройти реабилитацию.

### All Elite Wrestling (2022—н.в.)
На эпизоде AEW Dynamite от 9 марта 2022 года Харди дебютировал в AEW, спасая своего брата Мэтта от избиения командой AHFO после того, как они ополчились против него, и используя старую музыкальную тему из WWE «Братьев Харди» — Loaded.

## Стиль
В рестлинге Джефф Харди в основном отыгрывает роль фейса. Всего два раза за свою карьеру он ненадолго становился хилом. Первый раз это произошло в январе 2003 года. После поражения от Роба ван Дама, Джефф напал на него после матча, но уже через месяц в феврале он опять стал фейсом. В октябре 2010 года Харди вновь становится хилом. По словам самого рестлера, он никогда не хотел становиться хилом. Харди является пионером поединков с лестницами и TLC матчей, которые относятся к экстремальным видам поединков. Он участвовал в первом командном поединке с лестницами, а также в первых четырёх поединках TLC. Всего Джефф принял участие в более 20 подобных поединках. За свои рискованные приёмы, он дважды удостаивался награды «Слэмми» в номинации «Экстремальный момент года». Его поединки считаются одними из самых зрелищных. Однако, из-за склонности к алкоголю и наркотикам, Джеффа дважды увольняли из WWE и TNA. Из-за его нарушений, федерациям приходилось отменять его поединки и придумывать сюжеты, что плохо сказывалось на отношении болельщиков к нему.

## Другие проекты
7 февраля 1999 года Харди вместе с Мэттом появился в шоу «That '70s Show», которое называлось «That Wrestling Show». Джэфф и Мэтт также принимали участие в шоу «Tough Enough» в 2001 году. 25 февраля 2002 года он участвовал в передаче «Fear Factor», соревнуясь с 5 другими рестлерами World Wrestling Federation. Харди выбыл в первом раунде. Джэфф появлялся в интернет шоу «The Hardy Show», в котором кроме братьев Харди участвовал Шэннон Мур и многие их друзья. В сентябре 2009 года Харди подписал контракт с компанией Fox 21 на участие в телевизионном реалити-шоу.
В 2001 году Джэфф, Мэтт и Лита появились в журнале Rolling Stone в выпуске 2001 Sports Hall of Fame. В 2003 году Харди и Мэтт, с помощью Майкла Кругмана, написали и выпустили автобиографическую книгу «The Hardy Boyz: Exist 2 Inspire».
Как часть WWE Харди появился на нескольких DVD компании, включая «The Hardy Boyz: Leap of Faith» (2001) и «The Ladder Match» (2007). Он также участвовал в записи Total Nonstop Action Wrestling «Enigma: The Best of Jeff Hardy» (2005) и «Pro Wrestling’s Ultimate Insiders: Hardy Boys — From the Backyard to the Big Time» (2005). 29 апреля 2008 года WWE выпустила диск «Twist of Fate: The Matt and Jeff Hardy Story». В DVD были собраны выступления братьев в OMEGA и WWE, а также упоминание об их первом выступлении в TNA. В декабре 2009 года WWE выпустило DVD про Харди «Jeff Hardy: My Life, My Rules».

## Личная жизнь

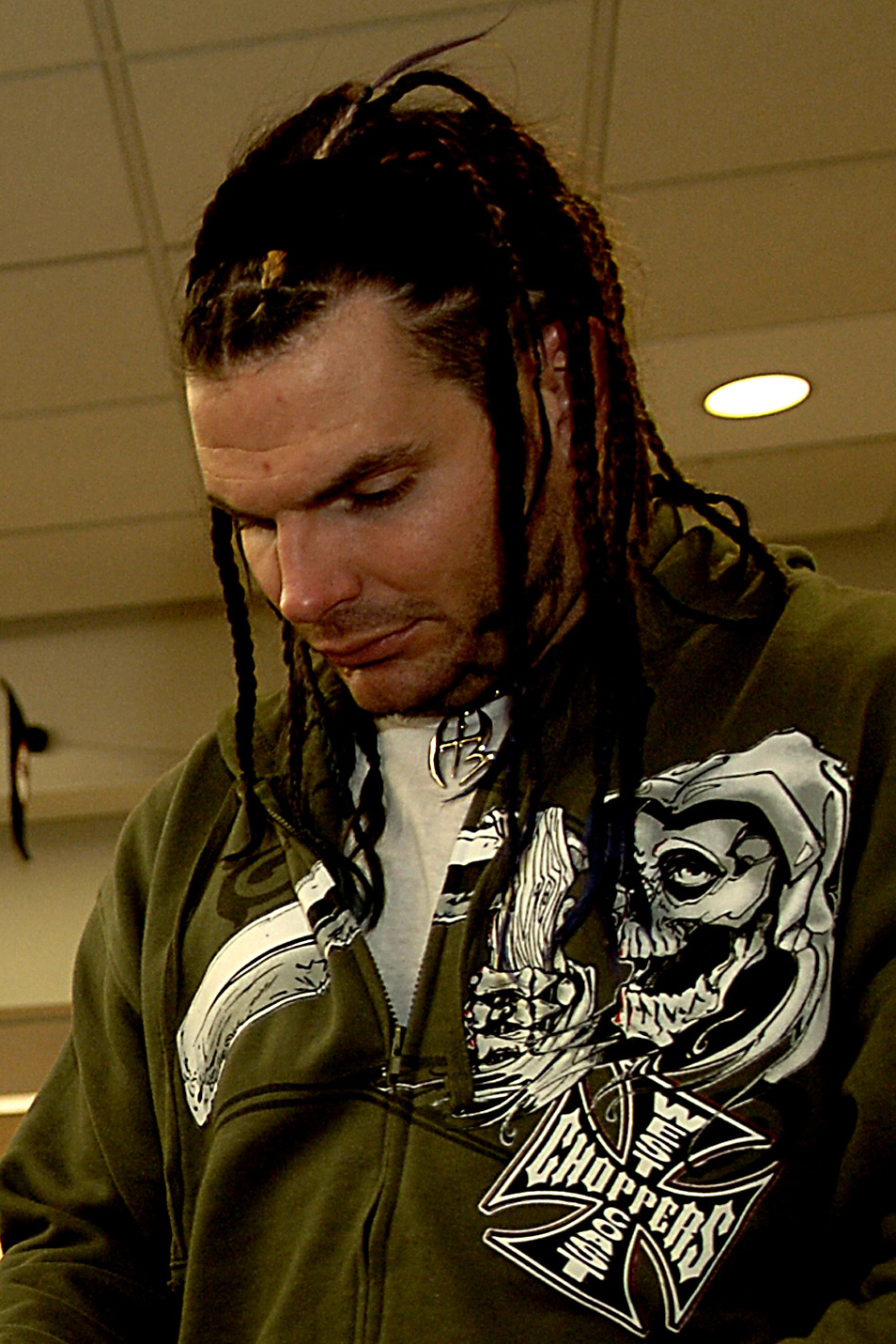
Джефф раздаёт автографы

Джефф познакомился со своей девушкой Бет Бритт в 1999 году в одном из клубов Северной Каролины .В августе 2010 года Харди объявил, что Бритт беремена и они ждут ребёнка. 19 октября у пары родилась дочь. 9 марта 2011 Джефф и Бет поженились. 31 декабря 2015 года у пары родился вторая дочь — Нера Куин Харди.
После временного ухода из WWE в 2003 году, Харди год посвятил строительству мототрека рядом со своим домом. Площадь мототрека составила около двух акров. Джефф с детства увлекается скульптурой и делает «allumininumis» — скульптуры из пластиковых бутылок, клейкой ленты и фольги. Он сделал несколько 30 футовых статуй, одну из которых установил возле своей звукозаписывающей студии. В 2003 году Харди вместе с участниками группы Burnside 6 и Шэноном Муром основали группу Peroxwhy?gen в которой Джефф автор текстов и вокалист. Впоследствии Мур покинул группу. Группа играет в жанре альтернативный рок и гранж-металл.
У Харди есть несколько тату, включая изображение дракона и китайских символов «Мир» и «Здоровье». Он поддерживает дружеские отношения с Шенноном Муром, с которым он знаком с 1987 года, а также с Марти Гарнером и Джейсоном Арндтом.
17 сентября 2008 года в Международном аэропорту Нэшвилла состоялся инцидент с участием Джеффа. Один из служащих аэропорта вызвал полицию из-за подозрения, что Харди находится в состоянии опьянения. Он не был арестован и позже ему было позволено улететь другим рейсом.
11 сентября 2009 года Джефф Харди был арестован в собственном доме за хранение, продажу и перевозку запрещённых препаратов. В его доме было обнаружено 262 таблетки викодина, 180 таблеток сомы, 555 миллилитров анаболических стероидов, порошок, содержащий кокаин и другие запрещённые препараты. Позже Харди был отпущен под залог в 125 000 долларов. Судебное разбирательство длилось более года и Харди было предъявлено несколько обвинений связанных с хранением, распространением и перевозкой наркотических веществ. 11 сентября 2011 года Харди был признан виновным и приговорён к 10 дням заключения в тюрьме, 30 месяцам условного заключения и штрафу в размере 100 тысяч долларов.
10 марта 2018 года Харди был арестован в Конкорде (Северная Каролина) за нарушение правил дорожного движения.

## В рестлинге

### Приёмы
- Завершающие приёмы

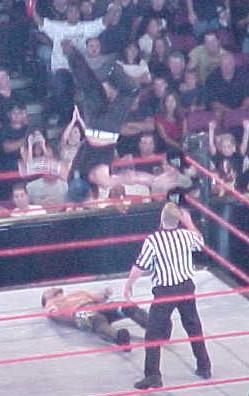
Харди исполняет свонтон бомб на Криса Джерико в 2002 году

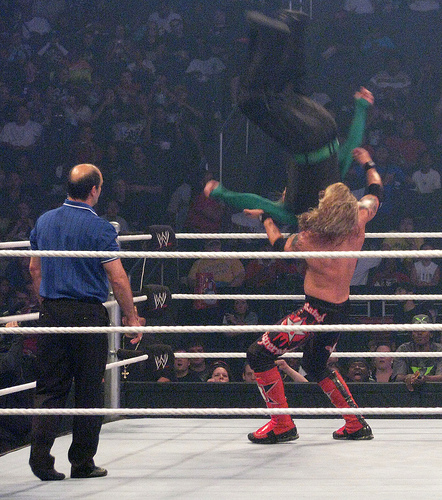
Харди исполняет Шёпот ветра Эджу

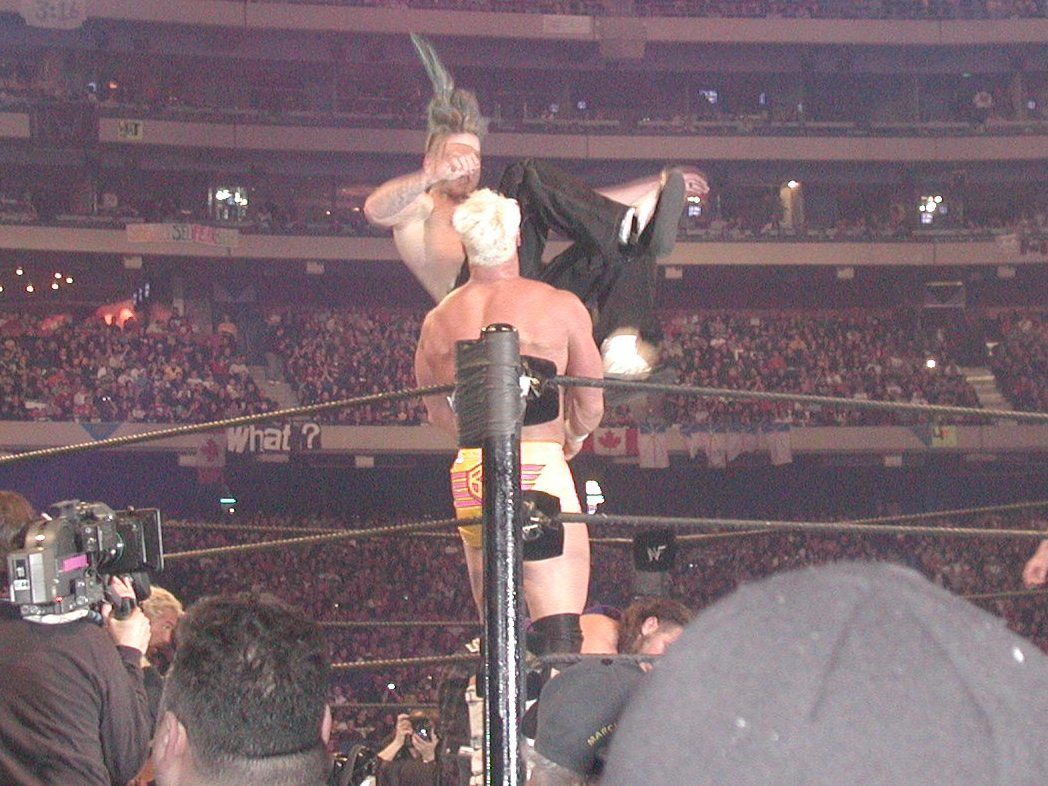
Харди исполняет Поэзию в движении Биллу Гану на WrestleMania X8

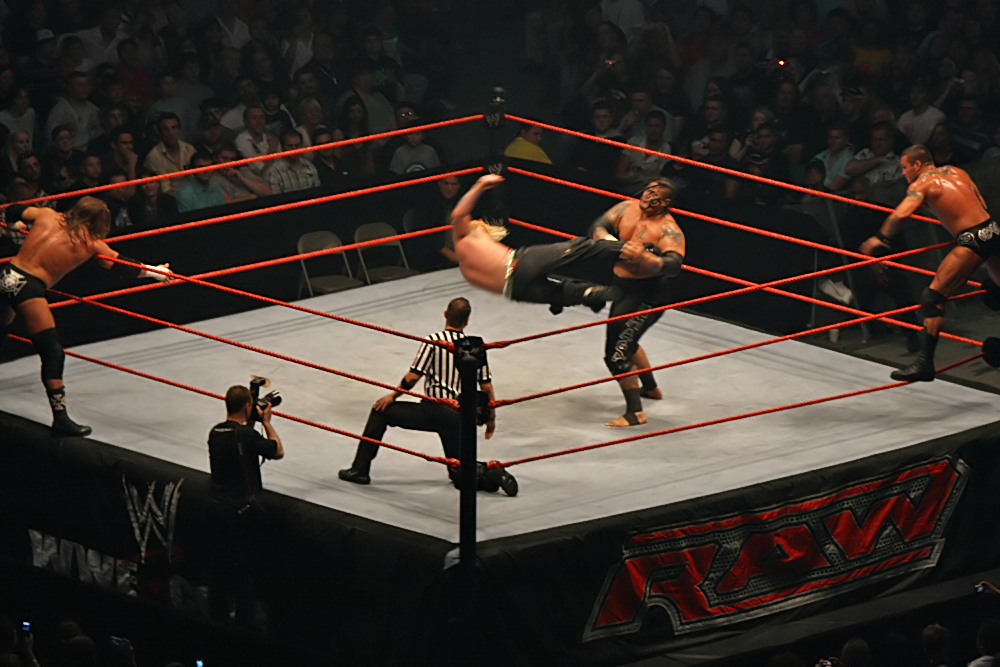
Исполнение дроп-кика против Умаги в командном поединке 2007 года

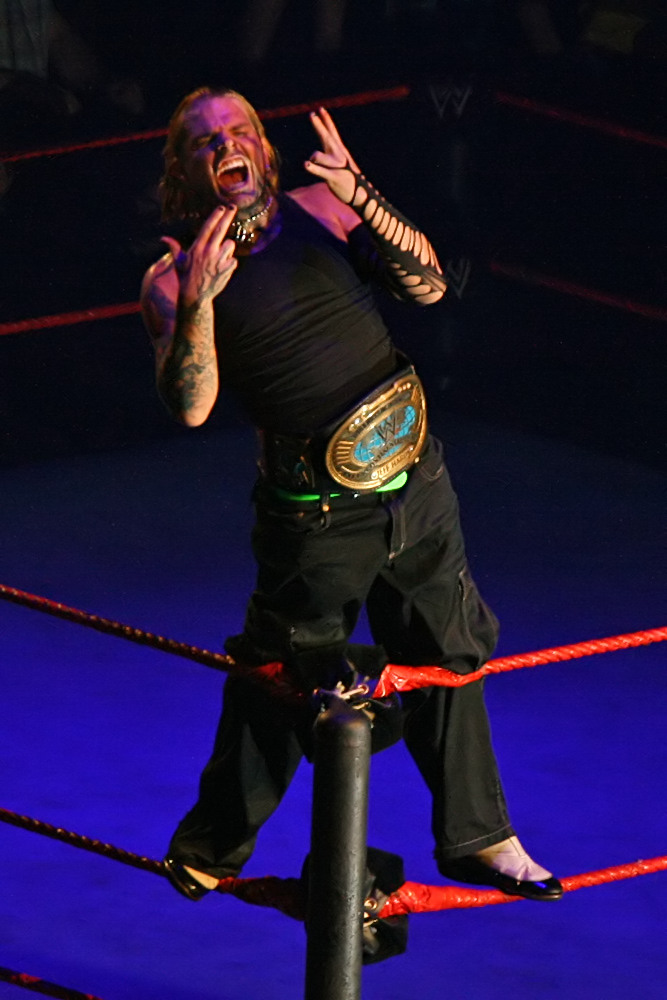
Джефф Харди с поясом интерконтинентального чемпиона WWE во время турне по Австралии

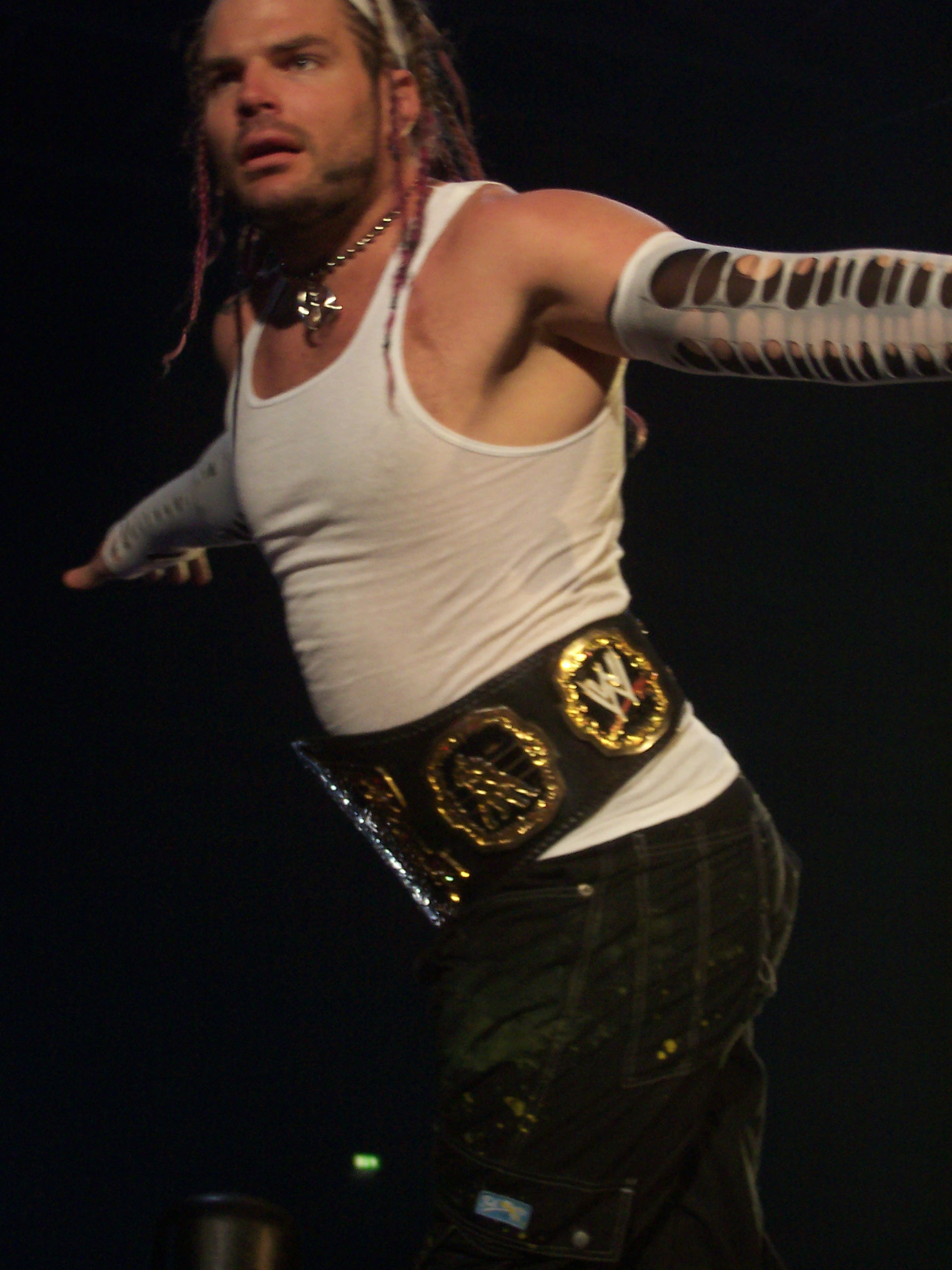
Джефф Харди с поясом командного чемпиона мира WWE во время выступления в Бремене

  - Поворот Судьбы/Обратный Зигзаг Судьбы[англ.] (англ. Reverse of Fate)[9]
  - Линия Позвоночника[англ.] (англ. Spine Line)[9][161]
  - Бомба Лебедя (англ. Swanton Bomb / The Swanton)[162]
  - Зигзаг Судьбы[англ.] (англ. Twist of Fate / Twist of Hate)[162][163]
- Коронные приёмы
  - Baseball slide[164]
  - Летящий клофслайн[165]
  - Двойной легдроп в пах или живот[англ.] (с Мэттом Харди)[9]
  - Hardyac Arrest[166]
  - Mule kick[англ.][167]
  - Планча (англ. Plancha)[168]
  - Sitout Inverted Suplex Slam[169]
  - Sitout jawbreaker[англ.][9]
  - Шёпот ветра (англ. Whisper in the Wind)[162]

### Менеджеры
- Гангрел[170]
- Майкл Хейс[9]
- Лита[9]
- Триш Стратус[9]
- Терри Раннелс[9]

### Группировки и команды
- The New Brood (WWF, 1999): Гангрел, Мэтт Харди[12]
- Los Conquistadores (WWF, 1999): Мэтт Харди[171]
- 2Xtreme (WWF, 2000—2001): Мэтт Харди, Лита
- The Hardy Boyz (WWF): Мэтт Харди
- Jinx Brothers (WWF): Мэтт Харди
- The Enigmatic Assholes (TNA): Мистер Андерсон[172]

### Прозвища
- «The Charismatic Enigma»[173] (TNA / WWE)
- «The Extreme Enigma» (WWE)
- «The Legend Thriller» (WWE)[174]
- «The Rainbow-Haired Warrior» (WWE)[77]
- «Creature of the Night» (TNA)

### Музыкальные темы
- «Loaded» Zack Tempest[175] (WWF/E; 1999—2003, 2006—2008, 2017—2021)
- «Tourniquet» Marilyn Manson[176] (ROH; 2003)
- «Modest» Peroxwhy?gen (TNA; 2004—2006, 2010)[177]
- «No More Words» Endeverafter[178] (WWE; 2008—2009, 2021 — настоящее время)
- «Another Me» Джефф Харди и Дэйл Оливер[179][180] (TNA; 2010—2011)
- «Immortal Theme» Дэйл Оливер[181] (TNA; 2010—2011)
- «Resurrected» Джефф Харди и Дэйл Оливер[182][183] (TNA; 2011—2012)
- «Similar Creatures» Джефф Харди и Дэйл Оливер[183][184] (TNA; 2012—2013)
- «Time & Fate» Джефф Харди и Дэйл Оливер (TNA; 2013—2014)
- «Willow’s Way» Джефф Харди и Дэйл Оливер (TNA; 2014)
- «Reptilian» Peroxwhy?gen (TNA; 2014—2015)
- «Placate» Peroxwhy?gen (TNA; 2015—2017)

### Титулы и достижения
- Pro Wrestling Illustrated
  - 2000 Команда года с Мэттом Харди[185]
  - 2000 Матч года с Мэттом Харди против Эджа и Кристиана и Братьев Дадли (Бубба Рэйя и Дивона) (Тройной командный Матч с лестницами за титулы командных чемпионов WWF на WrestleMania 2000 2 апреля 2000 года)[185]
  - 2001 Матч года с Мэттом Харди против Эджа и Кристиана и Братьев Дадли (Бубба Рэйя и Дивона) (матч TLC за титулы командных чемпионов WWF на WrestleMania Х-Семь 1 апреля 2001 года)[186]
  - 2007 Возвращение года[187]
  - 2008 Самый популярный рестлер года[188]
  - № 7 в списке 500 лучших рестлеров 2013 года
  - № 29 в списке 500 лучших рестлеров 2014 года
- World Wrestling Federation/Entertainment
  - Чемпион WWE (1 раз)[189]
  - Чемпион мира в тяжёлом весе WWE (2 раза)[190]
  - Чемпион Соединённых Штатов WWE (1 раз)
  - Интерконтинентальный чемпион WWE (5 раз)[191]
  - Командный чемпион мира (6 раз) — с Мэттом Харди[192]
  - Командный чемпион WWE Raw (1 раз) — с Мэттом Харди
  - Командный чемпион WWE SmackDown (1 раз) — с Мэттом Харди
  - Командный чемпион WCW — с Мэттом Харди[9]
  - Хардкорный чемпион WWF (3 раза)[193]
  - Европейский чемпион WWF[194]
  - Награда Слэмми (англ. Slammy Award) — «Экстремальный момент года 2008» за «Бобму лебедя» на Рэнди Ортона во время выпуска Raw 14 января[128]
  - Награда Слэмми — «Экстремальный момент года 2009» за «Бобму лебедя» с лестницы на СМ Панкa на SummerSlam[129]
  - Девятый Grand Slam Championship
  - Двенадцатый Grand Slam Championship (в соответствии с нынешним форматом)
  - Восемнадцатый Чемпион Тройной Короны
- Wrestling Observer Newsletter
  - Лучший хайфлаер (2000)[195]
  - Вражда года (2009) vs. CM Punk[196]
  - Худший матч года (2011) vs. Стинга на Victory Road (owing to Hardy’s inebriation)[197]
- Total Nonstop Action Wrestling
  - Мировой командный чемпион TNA (1 раз)
  - Чемпион мира в тяжёлом весе TNA (3 раза)[106][198]
  - Рестлер года (2012)
- Universal Wrestling Association
  - Чемпион мира в среднем весе UWA[199]
- National Championship Wrestling
  - 2-кратный чемпион в полутяжёлом весе NCW[9]
- NWA 2000
  - Командный чемпион NWA 2000 — с Мэттом Харди[199]